# 哔哩哔哩漫画
Bilibili漫画是bilibili旗下的漫画服务网站，于2018年11月13日上线。

## 沿革
网易漫画发布停服公告，宣布网易漫画将于2019年12月31日12点后永久停止服务。
妖气原创漫画梦工厂账号发布关停公告，宣布妖气漫画将在12月31日正式关停。
2024年2月29日14:00，国际版终止线上漫画服务。